# Pierre Duchemin du Tertre
Pour les articles homonymes, voir Duchemin.
Pierre Duchemin du Tertre (Laval, 1691-1755) est un commerçant français.

## Biographie
Il appartient à la famille Duchemin de la bourgeoisie lavalloise ; ses oncles, ses frères, ses enfants furent prêtres, négociants, blanchisseurs, officiers.
Lui-même fit, comme son père, le commerce des toiles vers Nantes, Saint-Malo ou Cadix.
Il fut aussi seigneur et propriétaire foncier, après l'acquisition en 1718 de la terre du Châtelier, située à une vingtaine de kilomètres de Laval.
Tout au long de sa vie, il a tenu le compte de ses différentes activités, couvrant de multiples cahiers de son écriture ronde.